# Demak (ort)
Demak är en ort i Indonesien.   Den ligger i provinsen Jawa Tengah, i den västra delen av landet, 400 km öster om huvudstaden Jakarta. Demak ligger 9 meter över havet och antalet invånare är 27 251.
Terrängen runt Demak är mycket platt. Runt Demak är det mycket tätbefolkat, med 1 266 invånare per kvadratkilometer. Demak är det största samhället i trakten. Trakten runt Demak består till största delen av jordbruksmark.